# Chucho E. Quintero
Chucho E. Quintero (Río Blanco, 26 aprile 1989) è un regista e sceneggiatore messicano.

## Biografia
È nato a Río Blanco, nello stato federato di Veracruz, in Messico. Ha intrapreso la carriera nel mondo del cinema nel 2009, lavorando come interprete per diversi festival cinematografici messicani. Si è occupato di sottotitolare film per diversi registi internazionali. 
Il 25 maggio 2010 ha presentato Simple, il suo primo cortometraggio al Festival Mix Messico.
L'anno successivo ha scritto e diretto il lungometraggio Six-Pack, con Axel Alvarado, Alejandro Zavaleta e Rich Hernández. Grazie a Félix et le poisson si aggiudica l'IMJUVE Award come miglior regista Under 30 al Festival Mix Messico. 
Nel 2014 ha diretto Velociraptor, premiato come miglior film al Miami Gay and Lesbian Film Festival del 2015, e come miglior film romantico al TLA Gaybies 2016 e come miglior film messicano all'International Queer Film Festival Playa Del Carmen. La pellicola è stato scelto da TLA Releasing per la distribuzione internazionale.
Il suo terzo lungometraggio è stato Los días particulares, pubblicato nel 2019. La pellicola parla di adolescenti sull'orlo dell'età adulta portati a scoprirsi l'un l'altro attraverso le loro attrazioni sessuali e sotto l'influenza di droghe.

## Filmografia

### Regista e sceneggiatore
- Simple (cortometraggio, 2010)
- Félix et le poisson (cortometraggio, 2011)
- Six Pack (2011)
- 100 metros estilo libre (cortometraggio, 2013)
- Velociraptor (2014)
- Panquecito (cortometraggio, 2017)
- Los días particulares (2019)